# Namco System 21
Namco System 21 "Polygonizer"  is een arcadesysteembord dat voor het eerst toegepast werd door Namco in 1988 in het spel Winning Run. Het was het eerste bord dat specifiek ontworpen was om 3D polygonen te verwerken. De hardware maakte een enorme evolutie door van Winning Run in 1988 tot het laatste spel, Cyber Sled, in 1993. De voorganger was Namco System 2 uit 1987 en het systeem werd opgevolgd door Namco System 22 in 1993.

## System 21 specificaties
System 21 bestaat uit vier printplaten met een metalen behuizing.
- CPU: 2x Motorola 68000 @ 12,288 MHz
- DSP (gebruikt voor 3D berekeningen): 4x Texas Instruments TMS320C25  @ 24,576 MHz (Star Blade gebruikt 5xTMS320C20)
- Geluidsprocessor: Motorola 6809 @ 3,072 MHz
- Geluidschip: Yamaha YM2151 @ 3,58 MHz
- MCU: Hitachi HD63705 @ 2,048 MHz
- + Namco chips[1]

## Ontwikkeling
Het bord was meer dan drie jaar in ontwikkeling toen het uitkwam. Volgens Phil Harrison (in de septemberuitgave van Commodore User in 1989), die het kantoor van Namco in Tokio had bezocht, liep Atari's Hard Drivin' op een eerdere en minder krachtige versie van het bord. Namco en Atari Games waren op dat moment zusterbedrijven en System 21 was een project waaraan zij samen werkten.

## Lijst van Namco System 21 arcadespellen
- Winning Run (1988)
- Winning Run Suzuka Grand Prix (1989)
- Galaxian³ (1990)
- Driver's Eyes (1990)
- Winning Run '91 (1991)
- Starblade (1991)
- Solvalou (1991) - 3D vervolg op Xevious
- Air Combat (1992)
- Cyber Sled (1993)
- Galaxian³ (Theater 6 versie; 1994)
- Attack of the Zolgear (1994)